# 로게르 헤글룬드
로게르 헤글룬드(스웨덴어: Roger Hägglund, 1961년 7월 2일 ~ 1992년 6월 6일)는 스웨덴의 아이스하키 선수로, 포지션은 디펜스였다.

## 생애
1977년에 자신의 고향인 우메오를 연고로 하는 아이스하키 클럽인 IF 비에르클뢰벤에서 선수 생활을 시작했으며 1977-78 디비시온 1 시즌에서 IF 비에르클뢰벤의 엘리트세리엔 승격을 견인했다. 1980년에는 내셔널 하키 리그(NHL) 드래프트 7라운드에서 전체 138위를 기록하여 미국의 아이스하키 클럽인 세인트루이스 블루스에 지명되었지만 이적은 성사되지 않았다.
1983년에는 베스트라 프뢸룬다(Västra Frölunda, 현재의 프뢸룬다 HC)로 이적했으며 1984년에는 캐나다의 아이스하키 클럽인 퀘벡 노르딕스, 프레더릭턴 익스프레스 소속으로 활동했다. 1985년에 IF 비에르클뢰벤으로 이적하면서 엘리트세리엔 무대에 복귀했고 1986-87 엘리트세리엔 시즌에서 IF 비에르클뢰벤의 우승을 견인했다.
1992년 6월 6일에 자동차 사고로 인해 향년 30세를 일기로 사망했으며 IF 비에르클뢰벤은 헤글룬드를 추모하기 위해 23번을 영구 결번 처리했다.